# الإسلام في جمهورية الدومينيكان
تشير الإحصائيات عن عدد المسلمين في جمهورية الدومينيكان يتراوح بين 5000 و7000. ولكن لا يوجد إحصاءات دقيقة عن الانتماء الديني، وهناك تباين واسع بشأن العدد الفعلي. على الرغم من أن الغالبية العظمى من السكان هم من الروم الكاثوليك فقد ساعد الطلاب المسلمين والمنظمات المحلية مثل المركز الإسلامي في جمهورية الدومينيكان (الموجود في ميامي) على نشر الإسلام في هذا البلد.
أنشئ أول مسجد في جمهورية الدومينيكان في وسط سانتو دومينغو، وهو قريب من قصر الشرطة الوطنية وجامعة الأيبيرية الأمريكية (UNIBE) حيث يسهل على جميع المسلمين في جميع أنحاء المدينة الوصول إليه.وكلّف المسجد 2.85 مليون بيزو والمسجد مفتوح يوميا للصلوات الخمس (الصلاة) ويقدم دروسا في الدراسات الإسلامية للسيدات والأطفال في عطلة نهاية الأسبوع.